# کرویسیکیلیوگ
کرویسیکیلیوگ (به انگلیسی: Croesyceiliog) یک منطقهٔ مسکونی در بریتانیا است که در تورواین واقع شده‌است. کرویسیکیلیوگ ۲٫۱۸ کیلومتر مربع مساحت و ۵٬۲۴۶ نفر جمعیت دارد.